# Romblonella scrobifera
Romblonella scrobifera är en myrart som först beskrevs av Carlo Emery 1897.  Romblonella scrobifera ingår i släktet Romblonella och familjen myror.

## Underarter
Arten delas in i följande underarter:
- R. s. liogaster
- R. s. scrobifera

## Bildgalleri

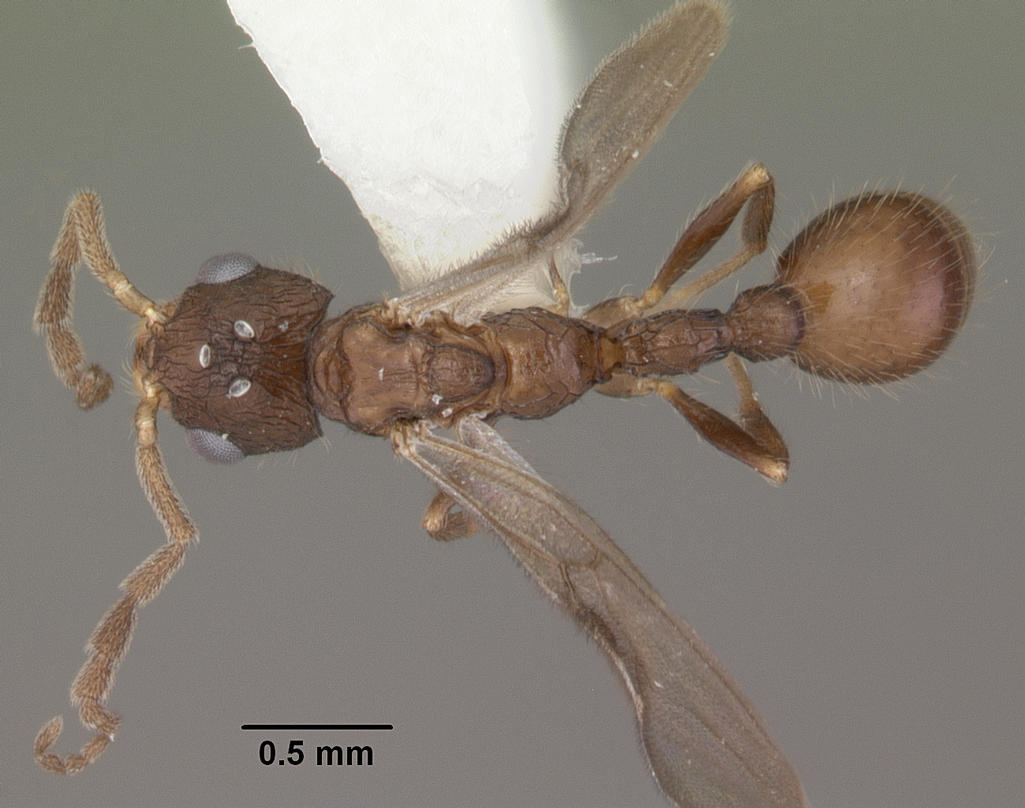
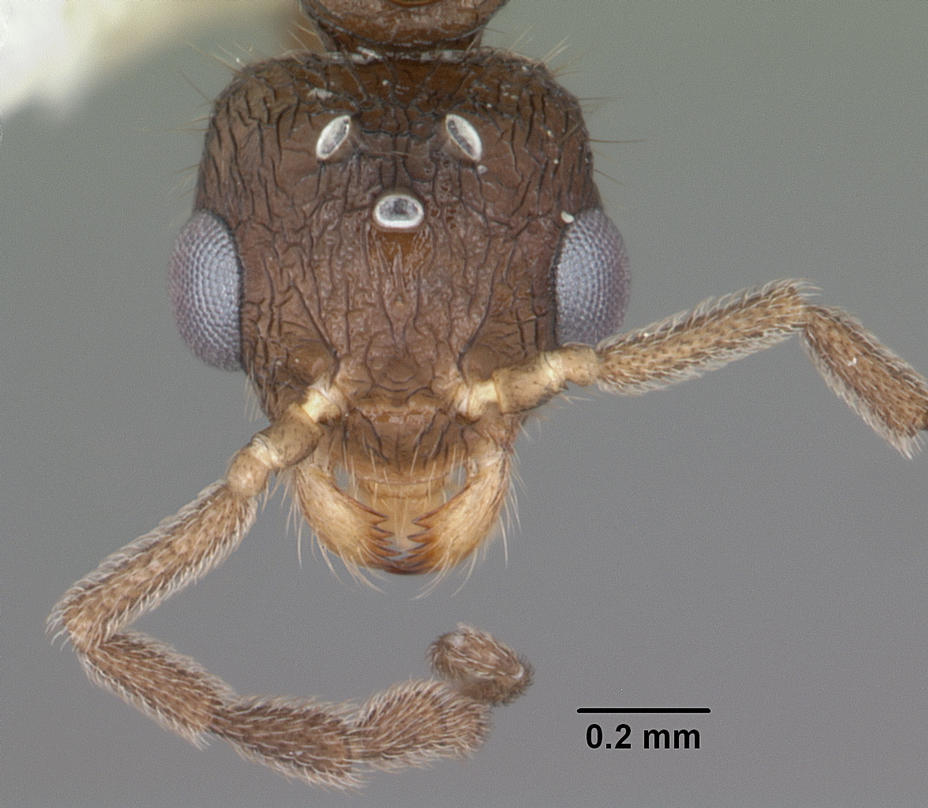
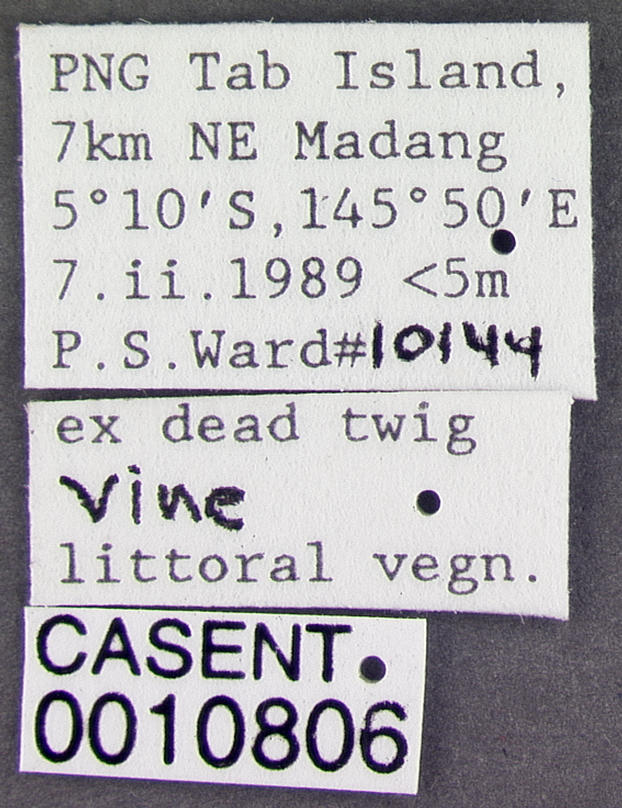
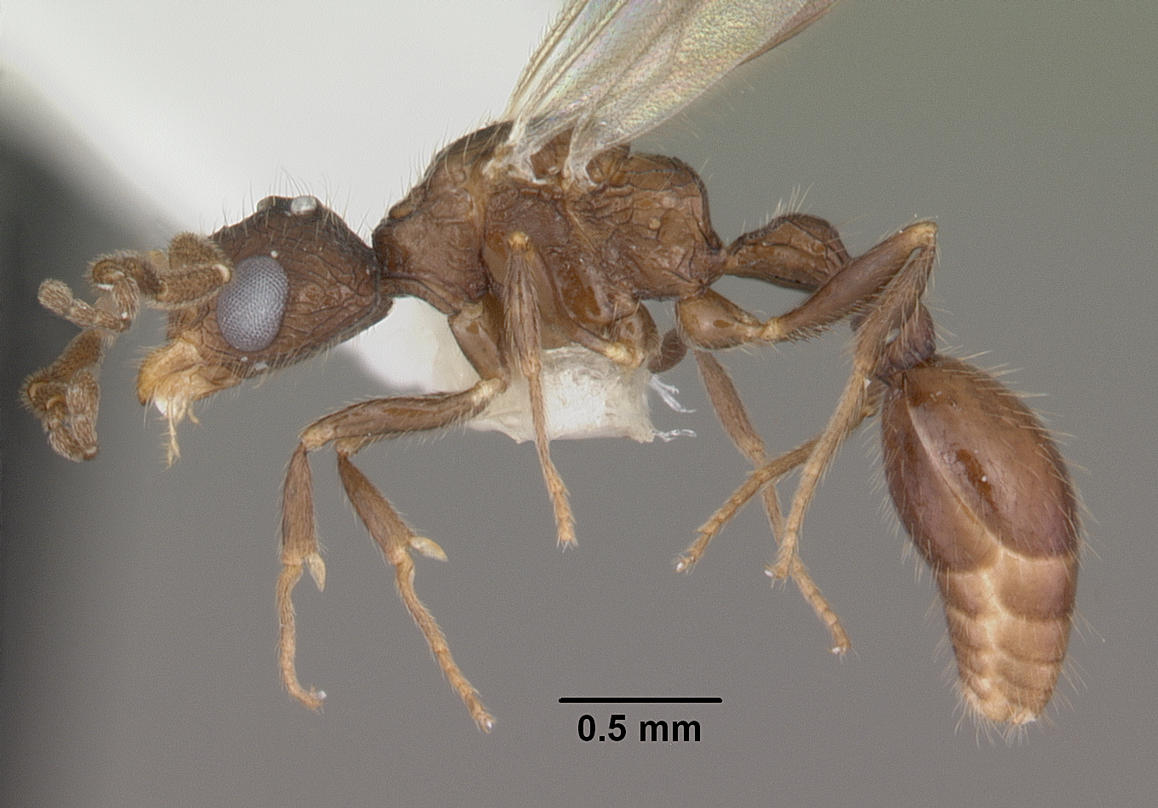
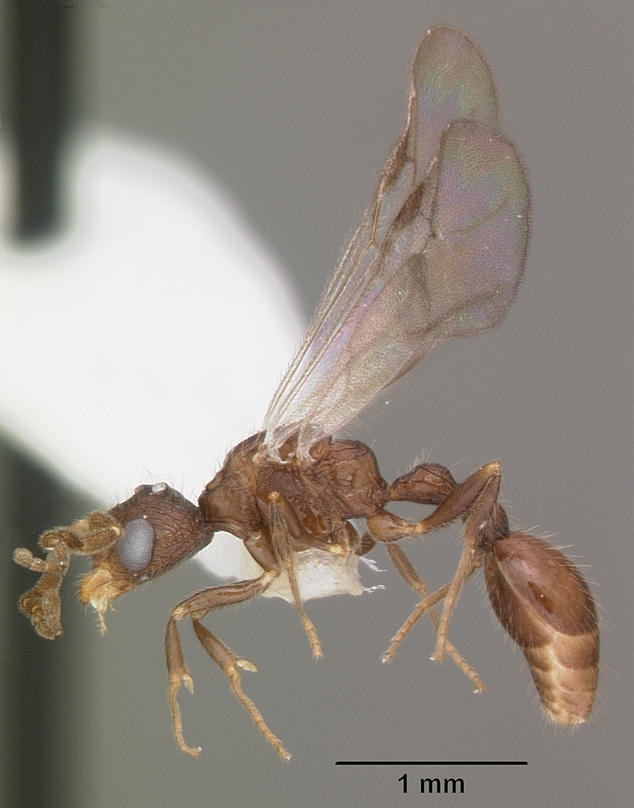
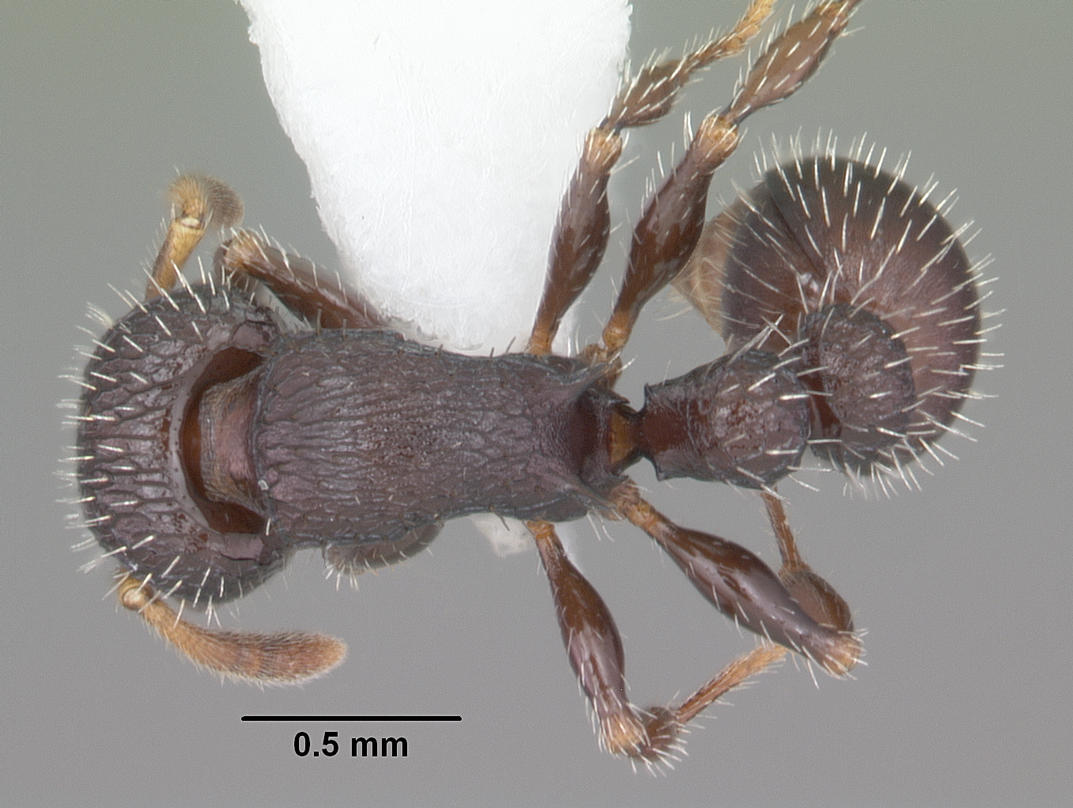